# Haderup (plaats)
Haderup is een plaats in de Deense regio Midden-Jutland, gemeente Herning, en telt 612 inwoners (2008).